# Cefalexin
Cefalexin ist ein halbsynthetisches Antibiotikum aus der Klasse der Cephalosporine der ersten Generation.

## Indikation
Cefalexin wird hauptsächlich bei bakteriellen Infektionen im Bereich der Harn- und Geschlechtsorgane, der Atemwege, der Haut und des Weichteilgewebes, des Hals-, Nasen- und Ohrengebietes, der Knochen und Gelenke sowie der Zähne eingesetzt.

## Wirkungsprinzip
Cefalexin wirkt auf bakterielle Zellen vor allem während ihrer Teilung, indem es die septumspezifische Synthese von Peptidoglycan hemmt. Es inhibiert also Enzyme, die die Bildung der neuen Zellwand während der Zellteilung bewirken. In Vermehrung befindliche Erreger werden dadurch geschädigt und schließlich abgetötet. Die Wirksamkeit hängt im Wesentlichen von der Zeitdauer ab, während der der Wirkstoffspiegel oberhalb der minimalen Hemmkonzentration (MHK) des Erregers liegt.
Die Eliminationshalbwertszeit bei normaler Nierenfunktion liegt bei zirka einer Stunde. Bei niereninsuffizienten Patienten kann sie verlängert sein.

## Applikation
Cefalexin wird oral (unzerkaut mit Flüssigkeit) eingenommen.

## Nebenwirkungen
Es werden Überempfindlichkeitsreaktionen und Beschwerden im Magen-Darm-Bereich (Durchfall, Erbrechen, Übelkeit) als mögliche Nebenwirkungen berichtet. Wie bei allen Cephalosporinen besteht eine Kreuzresistenz mit Penicillinen.
Zudem muss bei bestehender Penicillinallergie die mögliche Kreuzallergie berücksichtigt werden.

## Wechselwirkungen
Cefalexin kann unter Umständen fälschlich positive Ergebnisse bei der Zuckerbestimmung im Harn vortäuschen. Aus diesem Grund empfehlen sich Methoden zur Harnzuckerbestimmung, die beispielsweise auf enzymatische Glukoseoxidase-Reaktionen beruhen. Ebenso kann der direkte Coombs-Test (Test zur Bestimmung von Antikörpern auf roten Blutkörperchen) falsch positiv ausfallen. Weiters kann Cefalexin die Bestimmung von Ketonkörpern im Harn stören.

## Handelsnamen
Monopräparate
Keflex (A), Ospexin (A), Sanaxin (A) sowie Generika (D, A)
Tiermedizin
Cefazid, Cephacare, CefaDog (CH), Chassot-Cefaseptin, Rilexine, Therios, Ubrolexin Suspension (Kombi mit Kanamycin)